# Moțăieni
Moțăieni là một xã thuộc hạt Dâmbovița, România. Dân số thời điểm năm 2002 là 2237 người.